# 梶山古墳
梶山古墳（かじやまこふん）は、鳥取県鳥取市国府町岡益にある古墳。形状は変形八角形墳。国の史跡に指定されている。
1978年（昭和53年）に中国地方で初めてとなる彩色壁画が発見されて注目された。その後の発掘調査で、日本最古の方形壇を持つ変型八角形古墳であることも確認された。

## 概要
本古墳は、丘の南面を幅約40メートルの馬蹄形に掘りくぼめ、底部を25メートル四方ほどに整地している。墳丘部は対角長17メートル、一辺2.5～8.5メートルの変型八角形となっている。

墳丘の前（南面）には方形壇（祭祀を行う広場）が築かれている。方形壇は長さ2メートル、幅14メートルあり、玄武岩の石垣で三段にわたって築かれている。

遺物は、須恵器・土師器・刀子・棺金具状鉄製品、金製の薄延べ板などが出土しており、これらの出土遺物から本古墳の築造年代は6世紀末から7世紀初、古墳時代の後期～終末期と推定される。

## 石室と彩色壁画

梶山古墳彩色壁画
（因幡万葉歴史館に展示のレプリカ）

石室は墳丘の南面にある。内部には凝灰岩を切石とした横穴式石室を構築している。石室の全長は9メートルほどで、幅60～80センチメートルあり、玄室・玄門・前室・羨道の部分からなり、玄室の高さは1.8メートルほどある。前室部の高さは2.1 メートルほどで、石室の中では最も高い。
石室の奥壁にはベンガラ（赤黄色の彩色）で魚や同心円（日・月）、竜文、三角文を描いている。石室は早くから開口しており、子供の遊び場となっていたが、1978年（昭和53年）5月、梶山古墳を訪れた同志社大学教授・森浩一により、彩色壁画であることが確認された。後になって、石室奥壁の壁画のことを地元の小学生が作文に書いていたことも分かった。
壁画の主題である魚は体長53センチメートルで、鮭か鯉を描いたと見られる。鮭は死者がもう一度よみがえり、生前の姿を見せてほしいという追慕の気持ち、鯉は滝を登ると竜に変わる『竜文の鯉』という中国の故事に由来しており、いずれにしても死者を弔う祈りの印である。

## 被葬者
被葬者については不明であるが、675年（天武4年）に因幡に配流された皇族の麻績王（麻続王）であるとの説が有力である。
八角形の墳丘・壁画の魚・南面するプランなどは道教思想が濃厚であること、石室の切石の精巧な技術、壁画の技術などから大陸文化の影響が強くうかがえ、被葬者は相当に身分の高い人物であったことが想像される。

## 遺跡の現状
古墳は発掘調査での発見に基づき、変型八角形の墳丘部や方形壇が復元されている。
石室は壁画保存のために扉が設けられており、観覧することはできないが、外部と石室内の気温差が少ない春か秋に、三日間ほど一般公開される。また、近くの因幡万葉歴史館には原寸大の石室レプリカが展示されている。

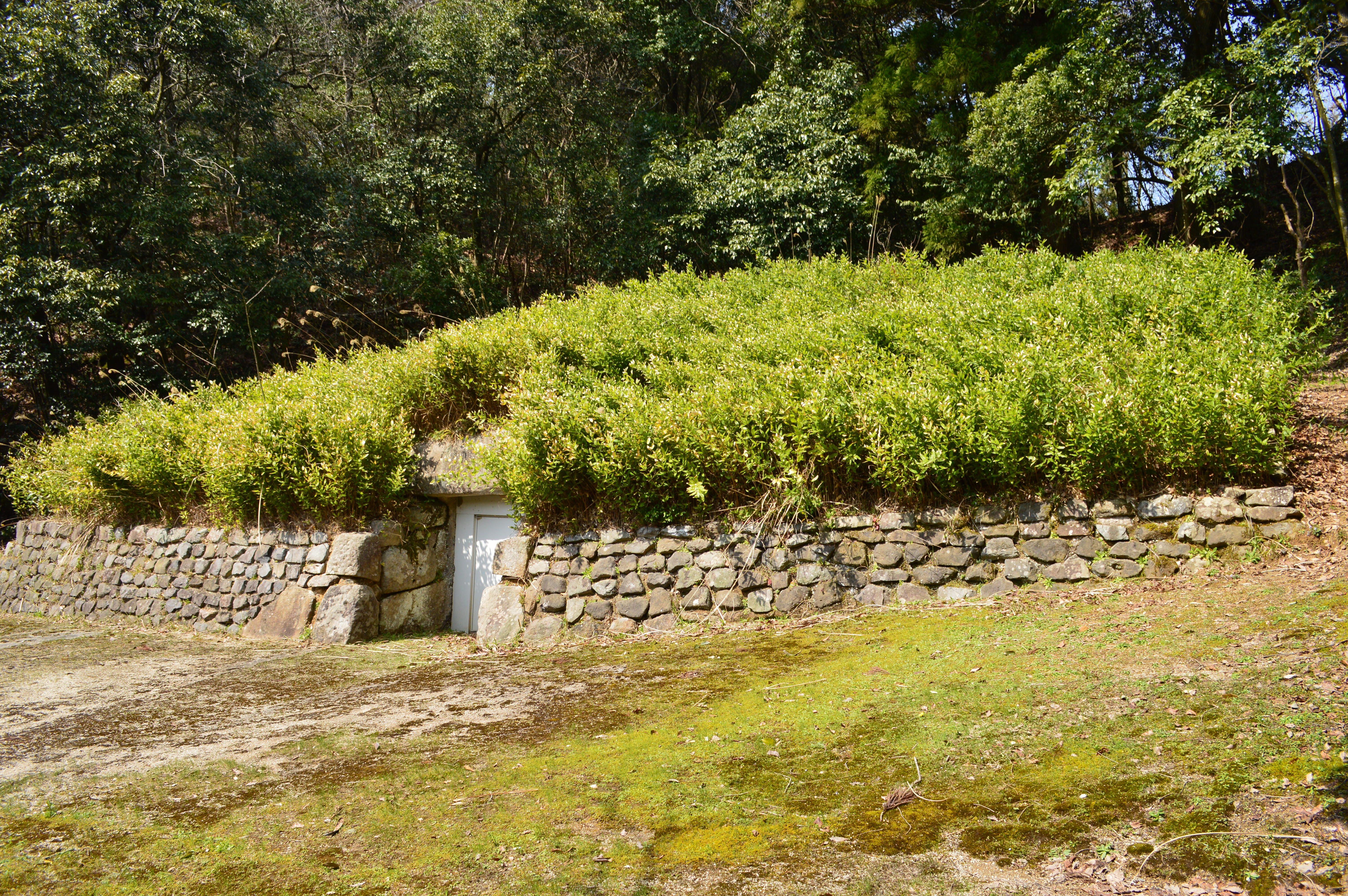
墳丘
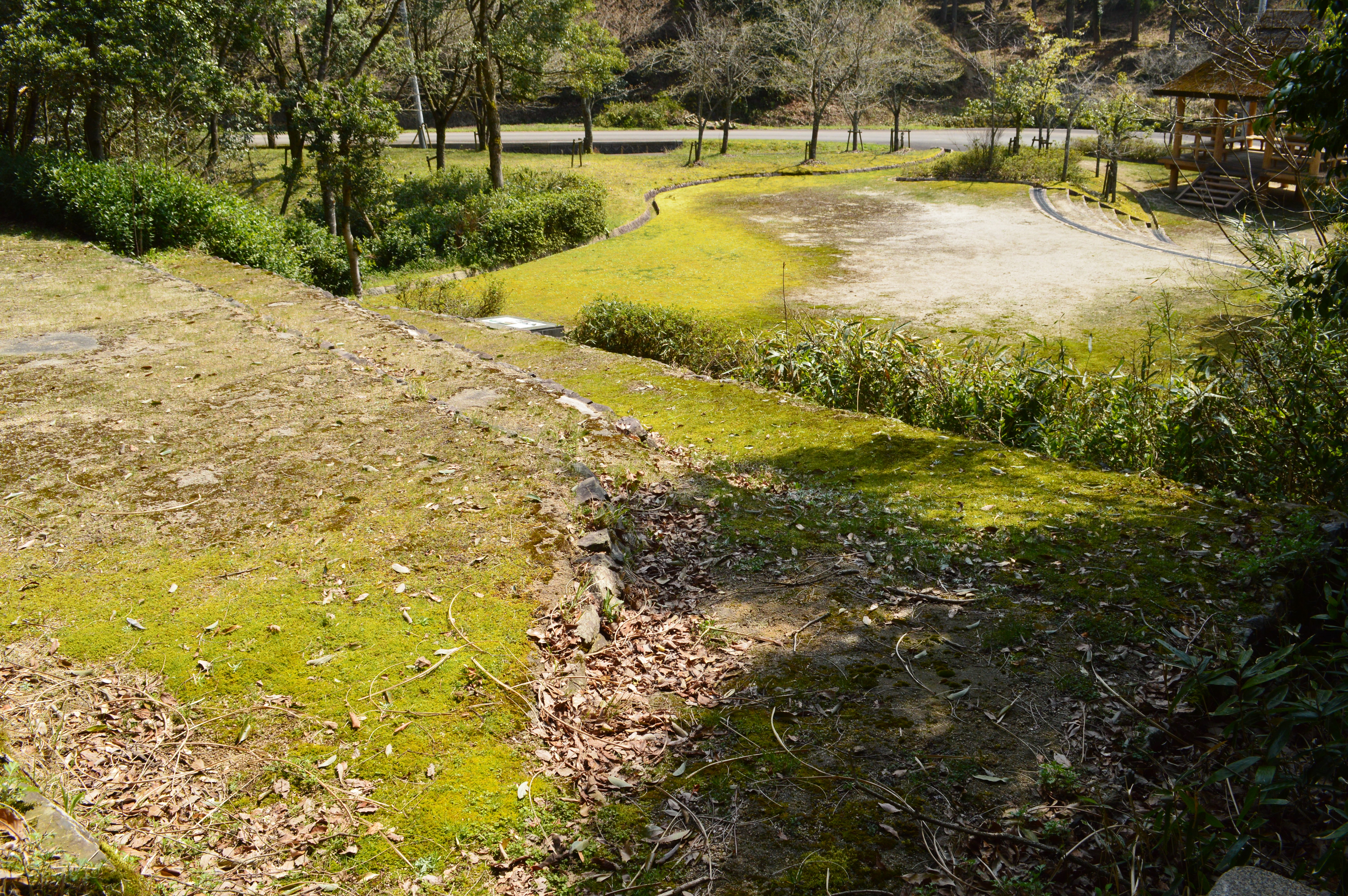
方形壇
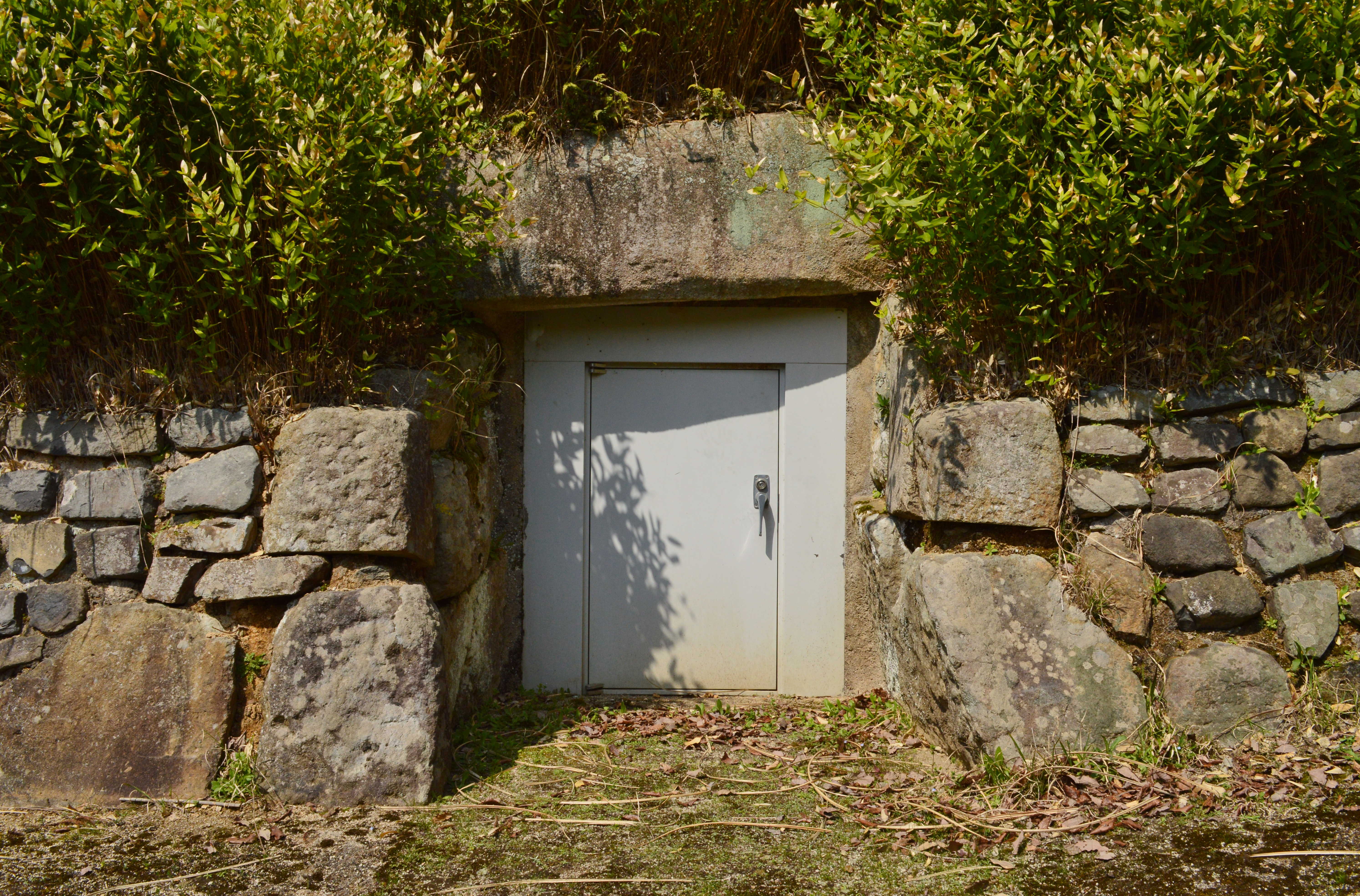
石室開口部

## 文化財

### 国の史跡
- 梶山古墳 - 1979年（昭和54年）4月21日指定[1]。

## 周辺
- 因幡万葉歴史館
- 因幡国庁跡
- 万葉の館 - 天平時代の因幡地方の歴史をテーマにした歴史博物館。梶山古墳の石室レプリカや国府町周辺の歴史民俗資料が数多く展示されている。
- 雨滝 - 日本の滝百選
- 宇倍神社
- 鳥取藩主池田家墓所
- 伊福吉部徳足比売の墓跡
- 岡益の石堂
- 因幡三山